# 陈青集镇
陈青集镇，是中华人民共和国河南省商丘市柘城县下辖的一个乡镇级行政单位。

## 行政区划
陈青集镇下辖以下地区：
陈青集村、王楼村、大杨村、曹庄村、周位村、郭堂村、杨楼村、梁楼村、毛堂村、沈庄村、时堂村、王庄村、许大村、崔庄村、谢庄村、后徐王村、王口村、陈庄村、党庄村、砖桥村、吕关村、李集村、梁湾村、前元村。
扬楼村、陈青集村、王楼村、大扬村、曹庄村、周位村、郭堂村、梁楼村、毛堂村、沈庄村、时堂村、王庄村、许大村、崔庄村、谢庄村、后徐王村、王口村、陈庄村、党庄村、砖桥村、吕关村、李集村、梁湾村和前元村。